# Vojtech Zachar
Vojtech Zachar (Krompachy, 21 ottobre 1922 – 5 novembre 2006) è stato un calciatore cecoslovacco, di ruolo attaccante.

## Carriera

### Nazionale
Il 29 settembre 1946 esordisce contro la Jugoslavia (4-2). Termina l'esperienza con la Nazionale contando 4 presenze e 4 gol.